# Cameron Phillips
Cameron Phillips egy kitalált terminátor kiborg a FOX csatorna Terminátor – Sarah Connor krónikái című amerikai filmsorozatban. Első megjelenése a sorozat pilot epizódjában volt. A karaktert Summer Glau színésznő alakítja. Neve tisztelgés James Cameron előtt, aki az első két Terminátor mozifilmet rendezte.

## Története
Cameront a Skynet hozta létre az emberek elleni harchoz. Alakját egy jövőben élő, igazi emberről, Allison Young-ról mintázták. A lemásolt fiatal lányt megölték.
Időrendben haladva Cameron John Connor második védelmezője, robot testőre, aki a jövőből érkezett. Feladata megvédeni Johnt mindenáron. Küldetése ugyanaz mint a T-800-as és T-850-es terminátoroknak a második és harmadik terminátor filmekben. A filmsorozatban, hogy a feltűnést elkerülje és követni tudja védencét, John nővérének adja ki magát. Első küldetése Saraht és Johnt eljuttatni 1999-ből 2007-be egy időgéppel. A Phillips nevet nem használja, helyette a Connor család éppen aktuális álnevét viseli, így gyakran mint Cameron Baum szerepel.

## Képességei
Cameron egy TOK715-ös típusú speciális terminátor, mely a egyedi és a "beolvadás" mestere, nem a közelharcra lett megalkotva, ezért csak akkor harcol más terminátorral, ha szükséges. Ennek megfelelően, az előző robotokhoz képest újdonság a kék szem, a fejlett emberi érzések és a táplálkozás. Az előző terminátoroktól eltérően ő már képes a sírásra is. Az élő szövet, mely borítja, rendkívül gyorsan gyógyul. Hatalmas fizikai ereje van és képes bárki hangját utánozni. Úszni nem tud, mert ahhoz túl nehéz.